# Golpe de Estado en Tuvá de 1929
El golpe de Estado en Tuvá de 1929 tuvo lugar en la República Popular de Tuvá. Ocurrió en enero después de que el gobierno de Tuvá, dirigido por el primer ministro Donduk Kuular, intentara implementar políticas nacionalistas, religiosas y antisoviéticas, incluyendo la conversión del budismo tibetano en religión oficial. Con el apoyo de la Unión Soviética, cinco jóvenes tuvanos derrocaron con éxito al gobierno y uno de ellos, Salchak Toka, se convirtió en gobernante supremo como Secretario General del Comité Central del Partido Revolucionario del Pueblo Tuvano. Rápidamente revirtieron las políticas de Donduk y acercaron la república a la Unión Soviética. La República Popular de Tuvá se unió posteriormente a la Unión Soviética en 1944.

## Historia

### Antecedentes
Tuvá, que actualmente es parte de Rusia, fue territorio chino desde la dinastía Yuan hasta el Levantamiento de Wuchang en 1911, cuando el zar Nicolás II de Rusia decidió anexar la región. En ese momento, se proclamó la República de Urianjái, que, tras la Revolución rusa —en el contexto de la guerra civil rusa—, fue ocupada sucesivamente por el Ejército Rojo, las fuerzas del movimiento Blanco y la República de China. Después de recuperar la región de manos chinas, los bolcheviques establecieron la República Popular de Tannu Tuva el 14 de agosto de 1921 como un estado que nominalmente gozaba de independencia.

### Políticas de Donduk
Tannu Tuvá, que más tarde fue renombrada como República Popular de Tuvá, estuvo bajo el control del Partido Revolucionario del Pueblo Tuvano y solo fue reconocida por la Unión Soviética (URSS) y la República Popular de Mongolia. En ese momento, la población, que rondaba los 300.000 habitantes y era en gran medida nómada, seguía mayormente el budismo tibetano ("lamaísmo") y el tengrismo, viviendo en condiciones feudales. El primer ministro de la República era Donduk Kuular, un monje budista. Aunque formalmente independiente, el país, que enfrentó constantes disturbios políticos y varias rebeliones antibolcheviques, era percibido internacionalmente como un estado satélite soviético. Sin embargo, el Primer Ministro Donduk implementó políticas que se alejaban del modelo soviético, inclinándose hacia una teocracia en oposición al ateísmo estatal de la URSS en esa época. En 1928, se aprobó una ley que declaró el lamaísmo como la religión oficial del Estado y limitó legalmente la producción y distribución de propaganda antirreligiosa. Donduk, que se oponía a la influencia de Iósif Stalin y del Partido Comunista de la Unión Soviética en su país, también abogó por la educación religiosa para todos los jóvenes tuvanos.

### El golpe de Estado
La URSS no tomó bien estas políticas. Mientras el gobierno tuvano establecía una estructura política cada vez más dominada por la religión, los soviéticos comenzaban a sentar las bases de un nuevo liderazgo, principalmente al forjar conexiones con los jóvenes tuvanos. Una de las medidas adoptadas fue la creación de un movimiento denominado "Unión Revolucionaria de la Juventud", cuyos miembros recibieron entrenamiento militar, y varios jóvenes tuvanos fueron enviados a la Universidad Comunista de los Trabajadores del Este. En enero de 1929, durante la Segunda Sesión Plenaria del Comité Central, cinco de los jóvenes formados en Moscú llevaron a cabo un golpe de Estado exitoso, destituyendo al Primer Ministro Donduk y a su facción. El nuevo gobierno inició una revolución cultural, purgando aproximadamente la mitad del Partido Revolucionario del Pueblo Tuvano y atacando a los terratenientes feudales mediante la colectivización (además de poner fin a la Nueva Política Económica). También persiguieron a lamas y otras figuras religiosas, destruyendo templos y monasterios budistas. Uno de los conspiradores, Salchak Toka, se convirtió en el líder supremo pro-estalinista del país como Secretario General del Comité Central del Partido Revolucionario del Pueblo Tuvano. Donduk fue ejecutado en 1932, mientras que su sucesor se mantuvo en el poder hasta 1973, supervisando la eventual anexión de la República Popular de Tuvá a la URSS en 1944.